# (9585) 1990 QY2
(9585) 1990 QY2 es un asteroide perteneciente al cinturón de asteroides, región del sistema solar que se encuentra entre las órbitas de Marte y Júpiter.
Fue descubierto el 28 de agosto de 1990 por Henry E. Holt desde el observatorio Palomar.

## Designación y nombre
Designado provisionalmente como 1990 QY2.

## Características orbitales
1990 QY2 está situado a una distancia media del Sol de 2,479 ua, pudiendo alejarse hasta 2,723 ua y acercarse hasta 2,235 ua. Su excentricidad es 0,099 y la inclinación orbital 2,314 grados. Emplea 1425,64 días en completar una órbita alrededor del Sol.

## Características físicas
La magnitud absoluta de 1990 QY2 es 14,18.